# Ломоносово (Красногвардейский район)
Ломоно́сово (до 1948 года Бай-Когенлы́; укр. Ломоносове, крымскотат. Bay Kögenli, Бай Когенли) — исчезнувшее село в Красногвардейском районе Республики Крым, располагавшееся на юго-западе района, в степной части Крыма, примерно в 3,5 км к северу от села Звёздное, в районе западной части авиабазы Октябрьское.

## История
Немецкая колония Бай-Когенлы возникла на землях крымскотатарского селения Когенлы, которое впервые упоминается в Камеральном Описании Крыма… 1784 года, судя по которому, в последний период Крымского ханства Когейны входил в Четырлык кадылык Перекопского каймаканства. После присоединения Крыма к России (8) 19 апреля 1783 года, (8) 19 февраля 1784 года, именным указом Екатерины II сенату, на территории бывшего Крымского Ханства была образована Таврическая область и деревня была приписана к Перекопскому уезду. После Павловских реформ, с 1796 по 1802 год, входила в Акмечетский уезд Новороссийской губернии. По новому административному делению, после создания 8 (20) октября 1802 года Таврической губернии, Когенлы был включён в состав Кучук-Кабачской волости Перекопского уезда.
По Ведомости о всех селениях в Перекопском уезде состоящих с показанием в которой волости сколько числом дворов и душ… от 21 октября 1805 года в деревне Когенлы числилось 19 дворов, 144 крымских татарина и 5 цыган. На военно-топографической карте генерал-майора Мухина 1817 года деревня Когенлы обозначена с 19 дворами. После реформы волостного деления 1829 года Когенлы, согласно «Ведомости о казённых волостях Таврической губернии 1829 года», отнесли к Агъярской волости (переименованной из Кучук-Кабачской). На карте 1836 года в деревне 31 двор, как и на карте 1842 года. Во время Крымской войны 1854—1856 годов в деревне размещался госпиталь для раненых из Севастополя.
В 1860-х годах, после земской реформы Александра II, деревню включили в состав Айбарской волости. Видимо, вследствие эмиграции крымских татар, особенно массовой после Крымской войны 1853—1856 годов, в Турцию, деревня заметно опустела и в «Списке населённых мест Таврической губернии по сведениям 1864 года», составленном по результатам VIII ревизии 1864 года, Когенлы (или Бай-Когенлы) — владельческая татарская деревня с 7 дворами, 39 жителями и мечетью при безъименной балкѣ.  По обследованиям профессора А. Н. Козловского начала 1860-х годов, вода в колодцах деревни была пресная, а их глубина составляла 10—15 саженей (21—32 м). На трёхверстовой карте Шуберта 1865—1876 года в деревне обозначено 15 дворов). В 1884 году немцы-лютеране из беловежских колоний приобрели в деревне 1000 десятин земли и основали новое поселение. В «Памятной книжке Таврической губернии 1889 года» селение не записано.
После земской реформы 1890 года Бай-Когенлы отнесли к Бютеньской волости. Согласно «…Памятной книжке Таврической губернии на 1892 год», в деревне Бай-Когенлы, находившейся в частном владении, было 78 жителей в 15 домохозяйствах. По «…Памятной книжке Таврической губернии на 1900 год» в деревне, записанной как просто Когенлы, числилось 135 жителей в 14 дворах, а по «…Памятной книжке Таврической губернии на 1902 год» деревня состояла из трёх участков: в части, находившейся в собственности некоего Дорохова числилось 35 жителей в 1 домохозяйстве, в Когенлы Гросса — 33 жителя в 2 домохозяйствах (видимо, это были, скорее, экономии-имения) и в Когенлы вакуфе — 83 жителя в 18 домохозяйствах. По Статистическому справочнику Таврической губернии. Ч.II-я. Статистический очерк, выпуск пятый Перекопский уезд, 1915 год, в деревне Когенлы Бютеньской волости Перекопского уезда числилось 15 дворов с татарским населением в количестве 33 человек приписных жителей и 38 — «посторонних».
После установления в Крыму Советской власти и учреждения 18 октября 1921 года Крымской АССР, в составе Симферопольского уезда был образован Биюк-Онларский район, в состав которого включили село. В 1922 году уезды получили название округов. 11 октября 1923 года, согласно постановлению ВЦИК, в административное деление Крымской АССР были внесены изменения, в результате которых был ликвидирован Биюк-Онларский район и село включили в состав Симферопольского. Согласно Списку населённых пунктов Крымской АССР по Всесоюзной переписи 17 декабря 1926 года, в селе Бай-Когенлы, Биюк-Онларского сельсовета Симферопольского района, числилось 50 дворов, из них 47 крестьянских, население составляло 234 человека, из них 197 татар, 29 немцев, 7 русских, 1 записан в графе «прочие», действовала татарская школа. Постановлением КрымЦИКа от 15 сентября 1930 года был вновь создан Биюк-Онларский район (указом Президиума Верховного Совета РСФСР № 621/6 от 14 декабря 1944 года переименованный в Октябрьский), теперь как национальный (лишённый статуса национального постановлением Оргбюро ЦК КПСС от 20 февраля 1939 года) немецкий, село включили в его состав. По данным всесоюзной переписи населения 1939 года в селе проживало 165 человек. Вскоре после начала Великой Отечественной войны, 18 августа 1941 года крымские немцы были выселены, сначала в Ставропольский край, а затем в Сибирь и северный Казахстан.
После освобождения Крыма от фашистов в апреле, согласно постановлению ГКО № 5859 от 11 мая 1944 года, 18 мая крымские татары были депортированы в Среднюю Азию. 12 августа 1944 года было принято постановление № ГОКО-6372с «О переселении колхозников в районы Крыма» и в сентябре 1944 года в район приехали первые новоселы (57 семей) из Винницкой и Киевской областей, а в начале 1950-х годов последовала вторая волна переселенцев из различных областей Украины. С 25 июня 1946 года Бай-Когенлы в составе Крымской области РСФСР. Указом Президиума Верховного Совета РСФСР от 18 мая 1948 года, Бай-Когенлы переименовали в Ломоносово. 26 апреля 1954 года Крымская область была передана из состава РСФСР в состав УССР. Время включения в Амурский сельсовет пока не установлено: на 15 июня 1960 года село уже числилось в его составе. Упразднено с 1 января по 1 июля 1968 года).

### Динамика численности населения
| - 1805 год — 149 чел. - 1864 год — 39 чел. - 1892 год — 78 чел. - 1900 год — 135 чел. | - 1902 год — 151 чел. - 1915 год — 33/38 чел. - 1926 год — 234 чел. - 1939 год — 165 чел. |